# 竜ヶ鼻

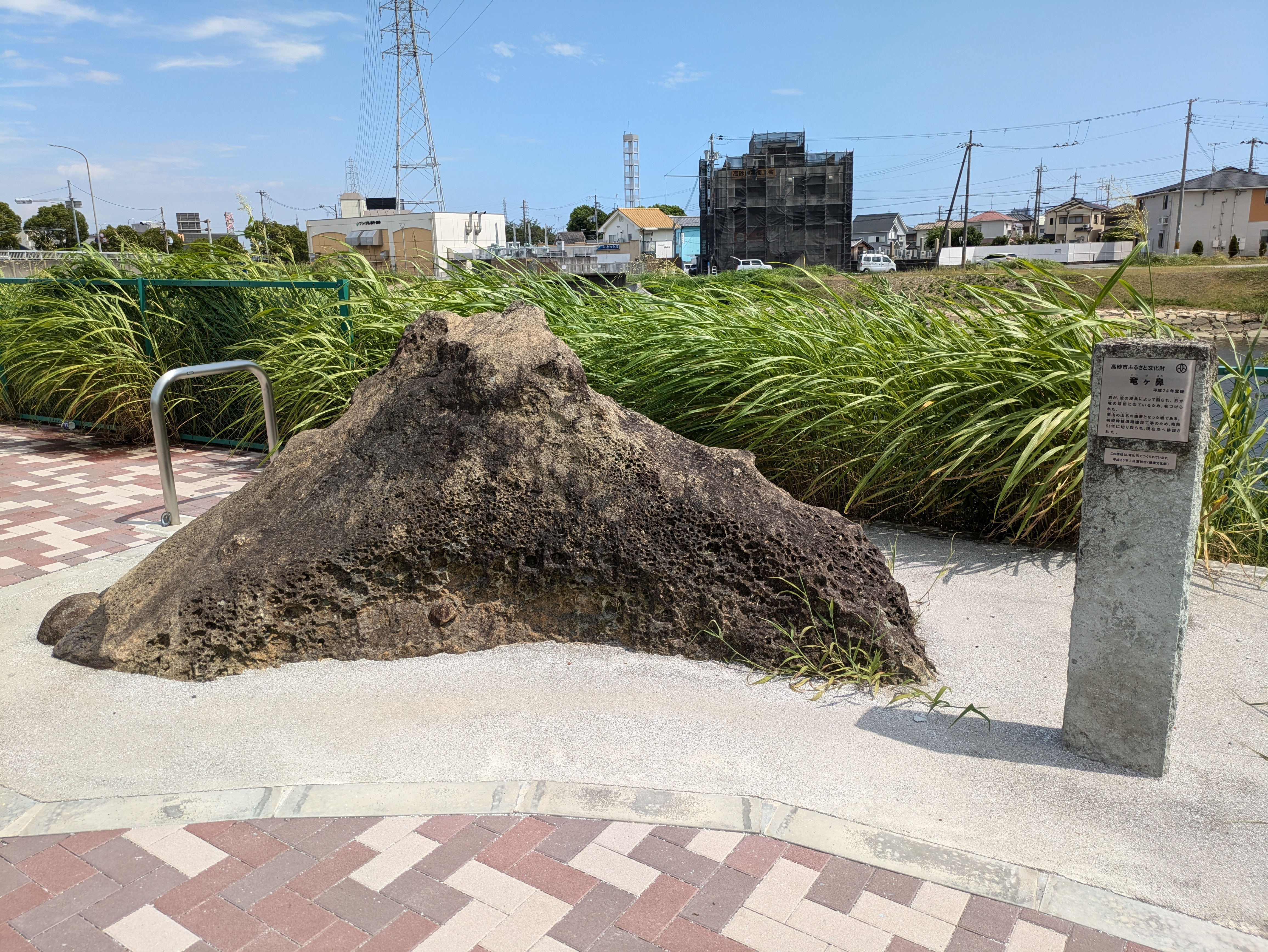
2024年7月撮影。

竜ヶ鼻（たつがはな）は、兵庫県高砂市伊保東に位置する自然の岩であり、地域の価値ある財産として高砂市の「ふるさと文化財」に登録されている。
この奇岩は、高砂市の石の産地として知られる「竜山（たつやま）」の由来となった。かつては法華山谷川の中に位置していたが、1976年の道路工事に伴い、現在の位置に移設された。

## 概要
竜ヶ鼻は、水の浸食によって削られた岩が、竜の頭部（鼻先）に似ていることからその名が付けられた。この特徴的な形状が、地域住民や訪れる人々に親しまれている。
2012年には、その歴史的および文化的価値を認められ、高砂市のふるさと文化財に登録された。

## 位置
竜ヶ鼻は、明姫幹線（国道250号）竜山大橋西詰の南側、兵庫県高砂市伊保東2丁目に位置している。1976年に現在の場所へ移設されるまでは、法華山谷川の中にあった。

## アクセス
- 電車でのアクセス: 山陽電鉄伊保駅から北へ約15分。
- 車でのアクセス: 神戸方面からは加古川バイパス高砂北ランプを下車し、国道2号線を南へ。竜山大橋西詰南東角。姫路方面からは加古川バイパス高砂西ランプを下車し、国道250号線を東へ。

## 付近の見所
- 五輪之庭: 武蔵が著した「五輪書」にちなんだ庭園があり、武蔵伊織の像が建立されている[5]。
- 高御位山: 加古川市と高砂市の市境にそびえる山で、「播磨富士」の異名を持つ。山頂からは瀬戸内海や明石海峡大橋などが見渡せる[5]。